# Rovana Plumb
Rovana Plumb (ur. 22 czerwca 1960 w Bukareszcie) – rumuńska polityk i ekonomistka, posłanka do Parlamentu Europejskiego, minister w rządach Victora Ponty, Sorina Grindeanu, Mihaia Tudosego i Vioriki Dăncili.

## Życiorys
W 1984 ukończyła studia w Instytucie Politechnicznym w Bukareszcie. Kształciła się następnie na Akademii Ekonomicznej, a także na uczelniach zagranicznych, m.in. w Brukseli i Dublinie. W 2004 uzyskała stopień doktora nauk ekonomicznych i zarządzania. Od 1984 pracowała jako inżynier, w latach 1992–1994 była dyrektorem handlowym w spółce akcyjnej, następnie do 2000 prezesem zarządu przedsiębiorstwa kosmetycznego.
Od 2001 do 2004 pełniła funkcję sekretarza stanu i przewodniczącej Krajowego Urzędu Ochrony Konsumenta. W 2004 została wybrana w skład Izby Deputowanych, dołączyła też do Partii Socjaldemokratycznej. Rok później powołana na stanowisko wiceprzewodniczącej tego ugrupowania.
W maju 2007 objęła mandat eurodeputowanej w ramach delegacji krajowej, utrzymała go w wyborach w tym samym roku. W wyborach w 2009 skutecznie ubiegała się o reelekcję. W VII kadencji przystąpiła do grupy Postępowego Sojuszu Socjalistów i Demokratów, została też członkinią Komisji Zatrudnienia i Spraw Socjalnych.
Z PE odeszła w 2012 w związku z objęciem (7 maja 2012) urzędu ministra środowiska w rządzie Victora Ponty. Również w 2012 ponownie wybrana w skład Izby Deputowanych. 5 marca 2014 w trzecim gabinecie tego premiera została ministrem pracy, rodziny, ochrony socjalnej i osób starszych, utrzymała je również w czwartym rządzie Victora Ponty powołanym 17 grudnia 2014. W listopadzie 2015 zakończyła urzędowanie na stanowisku ministra. Wcześniej w tym samym roku krótko pełniła obowiązki przewodniczącej PSD.
W 2016 utrzymała mandat posłanki na kolejną kadencję. W lutym 2017 objęła stanowisko ministra delegowanego ds. funduszy europejskich w rządzie Sorina Grindeanu. Pozostała na nim również w powołanym w czerwcu tegoż roku rządzie Mihaia Tudosego. Odeszła z gabinetu w październiku 2017. W styczniu 2018 została ministrem ds. funduszy europejskich w gabinecie Vioriki Dăncili. Zakończyła urzędowanie w kwietniu 2019 w związku ze startem w wyborach europejskich w maju tegoż roku, w których uzyskała mandat eurodeputowanej IX kadencji. W tym samym roku była także rumuńskim kandydatem na członka nowej Komisji Europejskiej; kandydatura ta została jednak zablokowana przez Komisję Prawną PE zarzucającą jej istnienie konfliktu interesów.